# 司徒汉
司徒汉（1923年—2004年9月），男，广东开平人，中国指挥家、作曲家，曾任中国音乐家协会常务理事，第五届全国人大代表。

## 家庭
儿子司徒勇，油画修复专家。